# Eisen(III)-oxid
Eisen(III)-oxid ist ein stabiles Oxid des Eisens. Es ist unter anderem ein Bestandteil des Rostes und verursacht dessen Farbe. Es kristallisiert in der Korund-Struktur.

## Herstellung
Rotes Eisen(III)-oxid kann unter anderem durch Brennen von Eisen(III)-hydroxidoxid gewonnen werden. Dieses wird als gelbes Eisenoxid auf über 200 °C erhitzt, wobei sich Wasserdampf bildet.
{\displaystyle \mathrm {2\ FeO(OH)\ {\xrightarrow {\Delta }}\ Fe_{2}O_{3}\ +\ H_{2}O} }

## Bedeutung und Verwendung

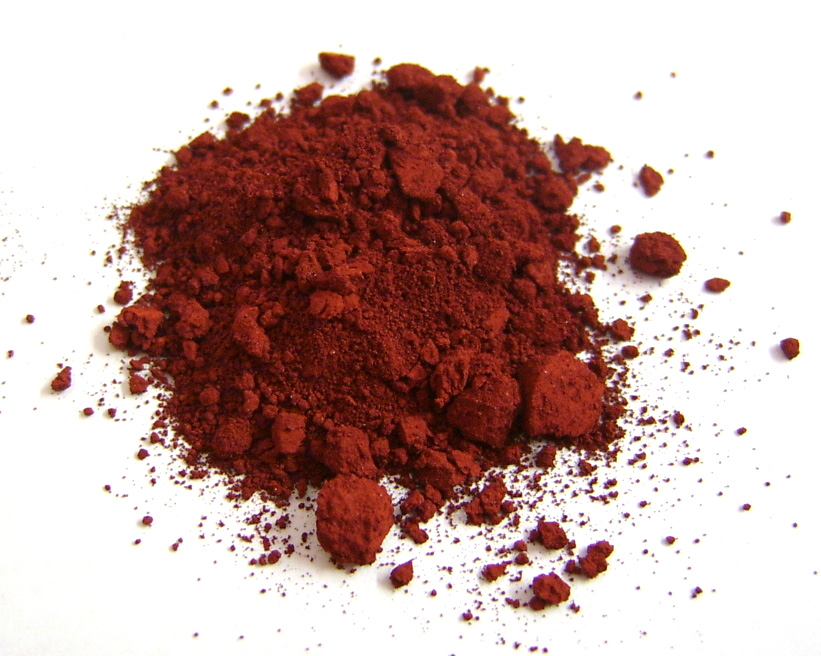
Eisen(III)-oxid, reines Pulver

Eisen(III)-oxid wird als Pigment verwendet und als Eisenoxidrot bezeichnet. Der Farbton variiert dabei etwa zwischen rotorange und tiefrot; auch ist es Hauptbestandteil der natürlichen roten Erden.
In der frühen Neuzeit wurde es auch durch Rösten von Eisensulfat (grünem Vitriol) gewonnen und als rote Malerfarbe verwendet. Eine alte Bezeichnung dafür war Caput mortuum (Totenhaupt).
In Form von Eisenglimmer wird es in Eisenglimmerfarbe bzw. Schuppenpanzerfarbe als Korrosionsschutz-Anstrich für Stahlbauteile verwendet.
Als magnetisierbares Material wird Eisen(III)-oxid als Aufzeichnungsschicht für Tonbänder verwendet.
Eisen(III)-oxid ist außerdem Bestandteil von superparamagnetischen Eisenoxid-Nanopartikeln, die in der Magnetresonanztomographie und besonders der molekularen Bildgebung als Kontrastmittel Verwendung finden.
Es wird außerdem beim Thermitverfahren in Verbindung mit Aluminium bzw. als Abbrandmodifikator in Raketentreibstoffen verwendet:
{\displaystyle \mathrm {2\ Al+Fe_{2}O_{3}\rightarrow 2\ Fe+Al_{2}O_{3}} }
Elementares Aluminium setzt sich mit Eisen(III)-oxid zu elementarem Eisen und Aluminium(III)-oxid um.
Aufgrund seiner Kristallstruktur ist Eisen(III)-Oxid ferrimagnetisch. Es findet sich häufig in Ferriten.

## Vorkommen
Eisen(III)-oxid kommt als Mineral in der Natur in zwei Modifikationen vor:
- Hämatit (Blutstein) Fe2O3, trigonales Kristallsystem
- Maghemit (Maghämit) Fe2O3, kubisches Kristallsystem